# Weißband-Sonnennymphe
Die Weißband-Sonnennymphe (Heliangelus strophianus) oder manchmal auch Kragensonnennymphe oder Graubauchnymphe ist eine Vogelart aus der Familie der Kolibris (Trochilidae). Das Verbreitungsgebiet der Art umfasst etwa 10.000 Quadratkilometer in den südamerikanischen Ländern Kolumbien und Ecuador. Der Bestand wird von der IUCN als „nicht gefährdet“ (least concern) eingeschätzt.

## Merkmale

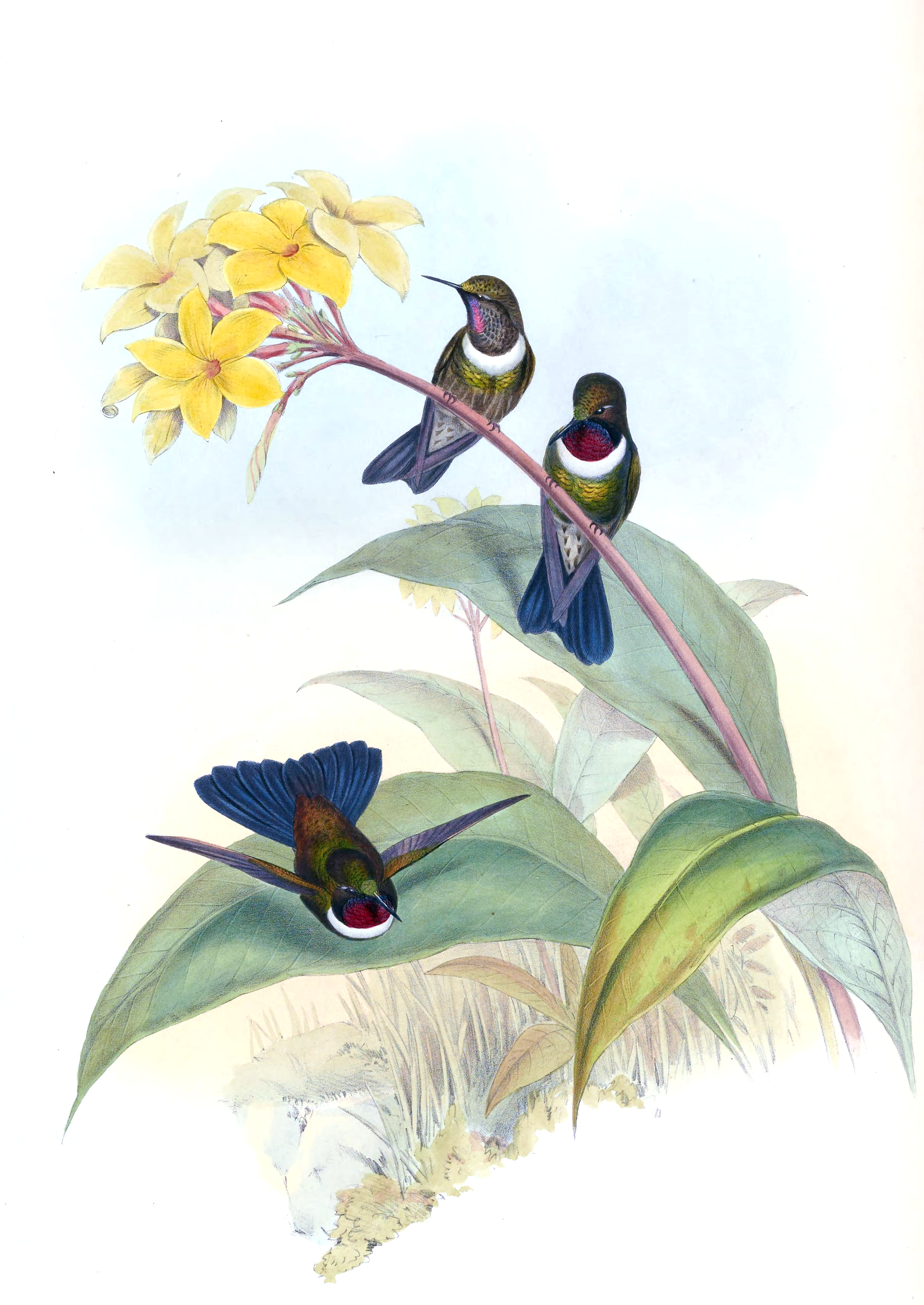
Weißband-Sonnennymphe, gemalt von John Gould

Die Weißband-Sonnennymphe erreicht eine Körperlänge von etwa 9,5 Zentimetern. Der gerade, schwarze Schnabel wird ca. 14 Millimeter lang. Es besteht eine gewisse Ähnlichkeit zur Amethystsonnennymphe der Osthänge in den Anden. Der Sexualdimorphismus ist gering. Die Oberseite ist funkelnd grün. Postokular (hinter den Augen) hat der Kolibri einen eher unauffälligen weißen Tupfen. Unterhalb des Halses ist der Kolibri grün. Am Bauch wird er graubraun. Beide Geschlechter haben einen weißen oder gelblichbraunen Kragen. Die Kehle ist violett. Der dunkelschwarze Schwanz fällt mit 40 bis 44 Millimeter etwas länger als bei der Amethystsonnennymphe aus und ist etwas stärker gegabelt. Ein andersfarbiger Scheitel ist nicht vorhanden. Der ganze Kolibri wirkt relativ dunkel.

## Habitat

Verbreitung der Weißband-Sonnennymphe

Man trifft die Weißband-Sonnennymphe meist in Gegenden mit Gestrüpp, die sich nahe Waldrändern befinden. Sie bewegt sich in Höhenlagen zwischen 1700 und 2300 Metern. Die Klimazone, in der man die Art antreffen kann, reicht von subtropischen bis kälteren Zonen an den Westhängen der Anden. Die meisten Berichte über Sichtungen der Weißband-Sonnennymphe kommen aus der Provinz Carchi bis in den Süden Pichinchas in Ecuador. So sieht man sie besonders häufig nahe der Verbindungsstraße zwischen Mindo und Tandayapa. In Kolumbien kommt sie am häufigsten in der Provinz Nariño vor.

## Verhalten
Man sieht die Weißband-Sonnennymphe gelegentlich an niederen Blumen. Wie die meisten Sonnenengel spreizt sie dabei gerne ihre Flügel.

## Unterarten
Von der Art sind bisher keine Unterarten bekannt. Somit gilt die Weißband-Sonnennymphe als monotypisch.

## Etymologie und Forschungsgeschichte
John Gould beschrieb die Weißband-Sonnennymphe unter dem Namen Trochilus (——?) strophianus. Den genauen Fundort kannte Gould nicht. Später wurde sie der Gattung Heliangelus zugeordnet. Dieser Name leitet sich von den griechischen Wörtern ἥλιος hēlios für „Sonne“ und ἄγγελος ángelos für „Engel, Bote, Gesandter“ ab. Strophianus ist das lateinische Wort für „mit Brustband“. Das stammt wiederum vom lateinischen strophium oder dem griechischen στρόφιον stróphion für „Brustband“ ab.